# Garray
Garray est une commune espagnole de la province de Soria en Castille-et-León.
Au Sud du bourg se trouve le site archéologique de la ville de Numance, dernier centre de résistance de la péninsule ibérique à la domination de Rome.